# Ischnopteris marmorata
Ischnopteris marmorata là một loài bướm đêm trong họ Geometridae.